# Autobahn Peking–Harbin
Die Autobahn Peking–Harbin oder Jingha-Autobahn (chinesisch 京哈高速, Pinyin Jīng-Hā gāosù gōnglù, englisch Jingha Expressway), chin. Abk. G1, ist eine 1.240 km lange Autobahn in China, die die Hauptstadt Peking im Norden mit der nordostchinesischen Millionenstadt Harbin verbindet. Die Autobahn wurde zwischen 1999 und 2001 eröffnet.
Die Autobahn verläuft von Peking über die Städte Tangshan und Qinhuangdao in der Provinz Hebei, Jinzhou und Shenyang in der Provinz Liaoning sowie Siping und Changchun in der Provinz Jilin, bevor sie die Hauptstadt der Provinz Heilongjiang, Harbin, erreicht.
Der Name Jing-Ha 京哈 ist eine Kombination des letzten Schriftzeichens von Peking (Beijing) und dem Zeichen Ha, das für Harbin steht.